# 야마구치현 국제 종합 센터
야마구치현 국제 종합 센터(일본어: 山口県国際総合センター)는 일본 야마구치현 시모노세키시 부젠다에 있는 회의 및 전시 시설이다. 야마구치현 및 일반 재단법인 야마구치현 국제 종합 센터가 설립하였으며, 재단법인이 관리 및  운영한다. 통칭은 가이쿄 멧세 시모노세키(일본어: 海峡メッセ下関)이다.

## 시설
부지 면적은 7,841㎡, 연면적 30,587㎡로, 지상 10층의 오피스 빌딩 국제 무역 빌딩(国際貿易ビル, 연면적: 14,684.21㎡), 지상 4층의 이벤트 홀이자 전시회장인 아리나(アリーナ, 6,957.97 ㎡), 전망탑 가이쿄 유메 타워(海峡ゆめタワー, 2,439.2㎡), 입체 주차장으로 구성된다.

### 국제 무역 빌딩
국제 무역 빌딩에는 4개 국어 동시 통역 설비가 있는 국제 회의장과 다목적 홀이 있으며, 다양한 세입자가 입주해 있다.

### 아리나
아리나의 이벤트 홀에서는 2002년에 국제포경위원회 (IWC) 연례 총회가 개최되었다.

### 가이쿄 유메 타워
가이쿄 유메 타워의 높이는 153m, 전망대의 높이는 지상 143m이다. 이 높이는 서일본의 자립형 타워에서 가장 높다. 전망대가 구체 모양으로 되어있다. 구체 모양의 전망대는 이 타워가 세계 최초이다. 밤에는 간몬 해협 주변 (시모노세키 시내 · 모지코 레트로, 간몬교 등)의 야경을 즐길 수 있다.